# Andrássy út
Andrássy út (« avenue Andrássy ») est une avenue de 2 310 mètres dans le VIe arrondissement de Budapest. Elle relie le centre-ville au Városliget (parc municipal). Avec la ligne   du métro de Budapest, l'avenue est classée au patrimoine mondial par l'UNESCO depuis 2002.

## Histoire
Anciens noms : en 1768, Elbogengasse; dans les années 1830, une partie devient Schiffmannsplatz puis Herminenplatz; dans les années 1840, une partie devient Mauergasse. En 1883, l'avenue est baptisée Sugárút (Grand boulevard), en 1885, Andrássy út, en 1950, Sztalin út (Avenue Staline), en 1956, Magyar Ifjusag utja (Avenue de la Jeunesse hongroise), en 1957 Népköztarsasag út (Avenue de la République populaire) et enfin, à partir de 1990, elle devient définitivement Andrássy út.
En 1870, le comte Gyula Andrássy proposa l'idée d'une grande avenue. Celle-ci fut acceptée et la construction commença en 1871. Cette année-là, une autre idée vit le jour, celle de construire un autre boulevard (l'actuel Nagykörút, Grand Boulevard). Ces deux avenues se croiseraient sur l'actuelle place Oktogon. La route en elle-même fut terminée rapidement, mais les maisons à construire prenaient du temps. Selon les estimations, leur construction prendrait 5 ans. Mais en 1873, la crise économique perturba les travaux à tel point, qu'en 1876 certains entrepreneurs ont rendu les terrains à la ville. Finalement, avec l'aide de plusieurs bourgeois, les travaux reprirent.
L'avenue fut inaugurée officiellement le 20 août 1876, mais les dernières maisons furent construites jusqu'en 1885. Au départ, l'avenue fut baptisée Sugárút et en 1885, en l'honneur du comte Gyula Andrássy, prit son nom.

## Découpage
L'avenue se divise en plusieurs parties : 
- La première partie s'étend de Deák Ferenc tér jusqu'à Oktogon. La distance est de 844 mètres. Sur ce tronçon se trouvent des immeubles de 3-4 étages.
- La deuxième partie s'étend de Oktogon jusqu'à Kodály körönd. La distance est de 563 mètres. L'avenue est plus large et donc on trouve une voie de service sur chaque côté bordée de platanes.
- La dernière partie s'étend de Kodály körönd jusqu'à Hősök tere sur une distance de 656 mètres. On trouve des villas et des maisons bourgeoises.

## Lieux importants
- L'Opéra national hongrois
- Le « Broadway de Pest », un quartier de théâtres
- Liszt Ferenc tér
- Jókai tér
- Oktogon
- La Maison de la terreur (Terror Háza), musée en l'honneur des victimes des dictatures du XXe siècle (communisme et nazisme)
- Le musée Franz Liszt et l'Université de musique Franz-Liszt
- Le musée Zoltán Kodály
- L'université hongroise des Beaux-Arts
- La galerie Kogart
- Le musée Ferenc Hopp des arts de l'Asie de l'Est

## Galerie

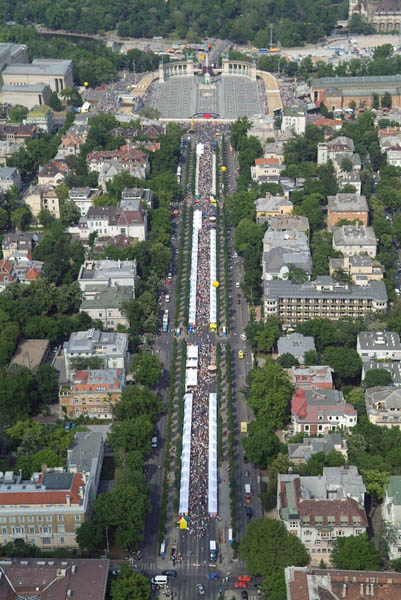
L'avenue Andrássy.
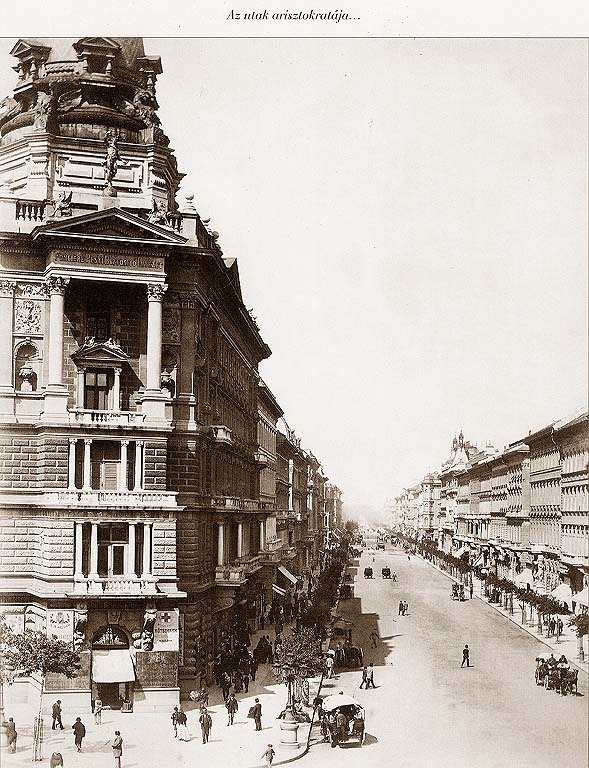
L'avenue Andrássy en 1875.
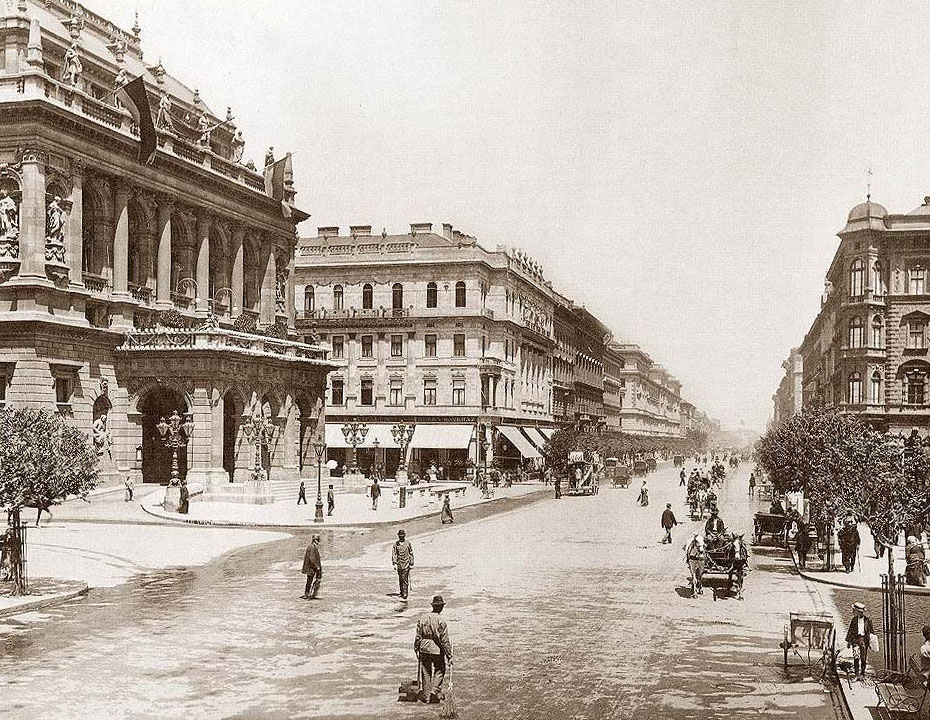
L'avenue Andrássy en 1896 (l'Opéra est visible à gauche).
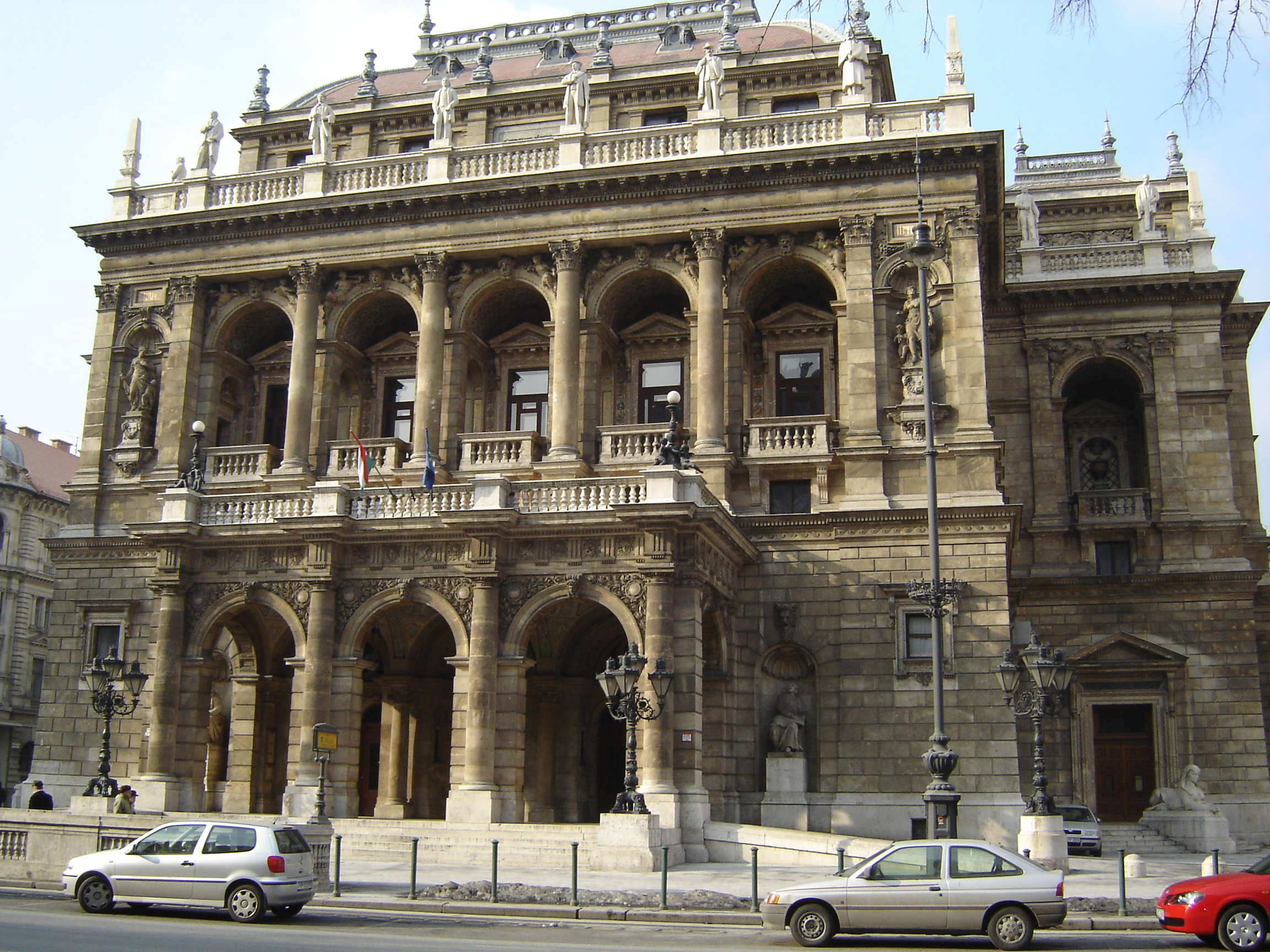
L'Opéra national hongrois.
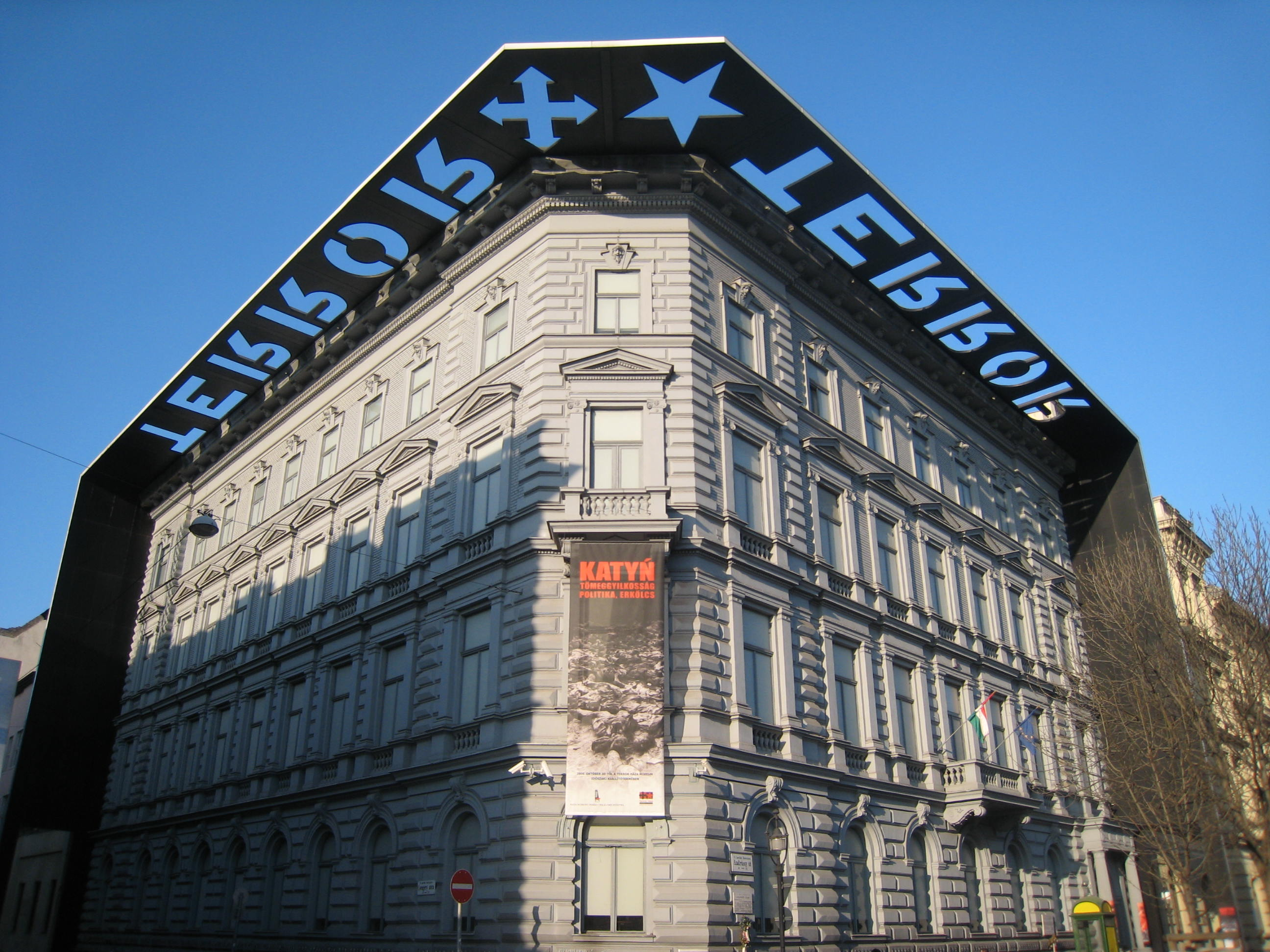
La Maison de la Terreur.
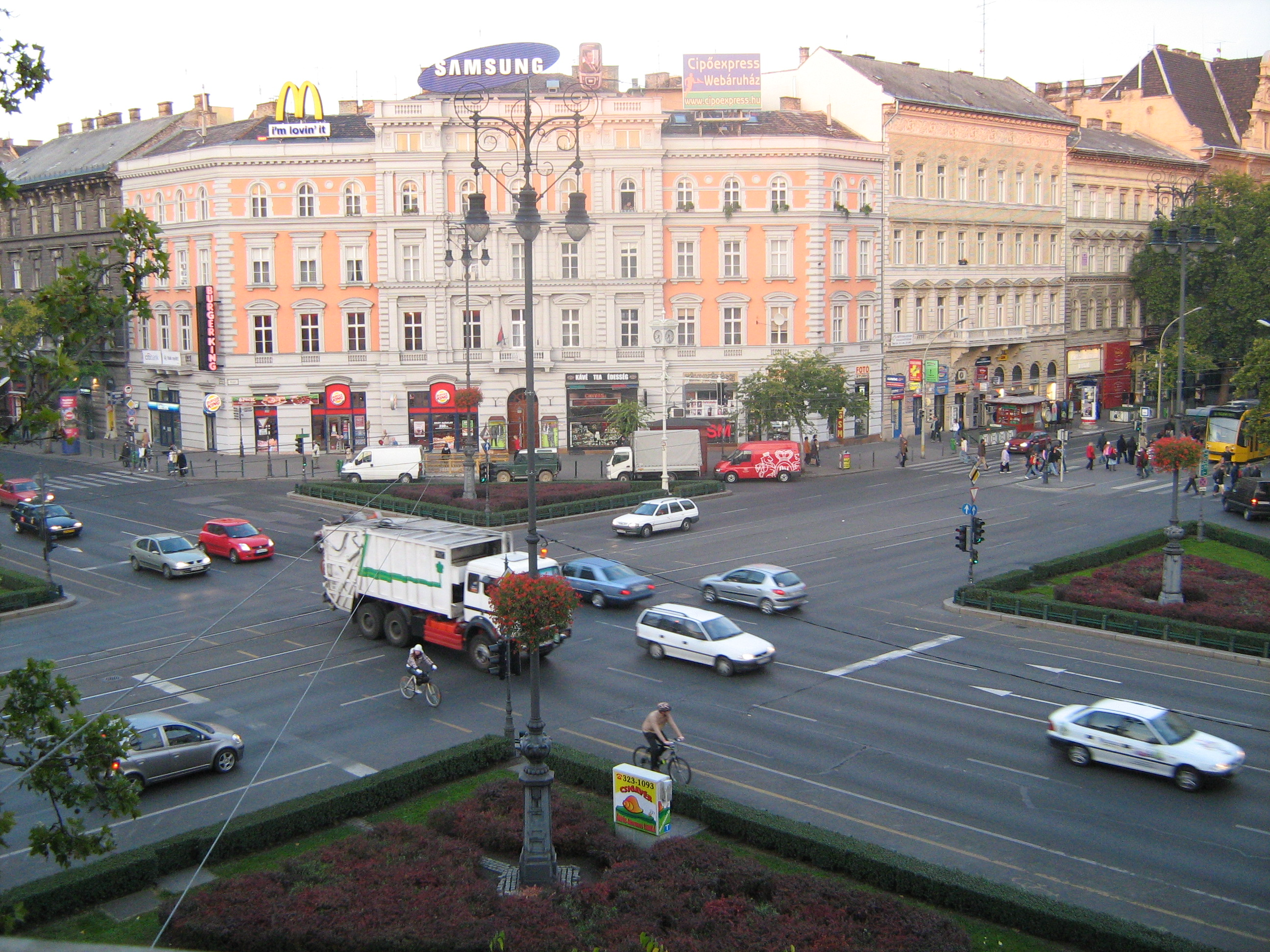
Place Oktogon.
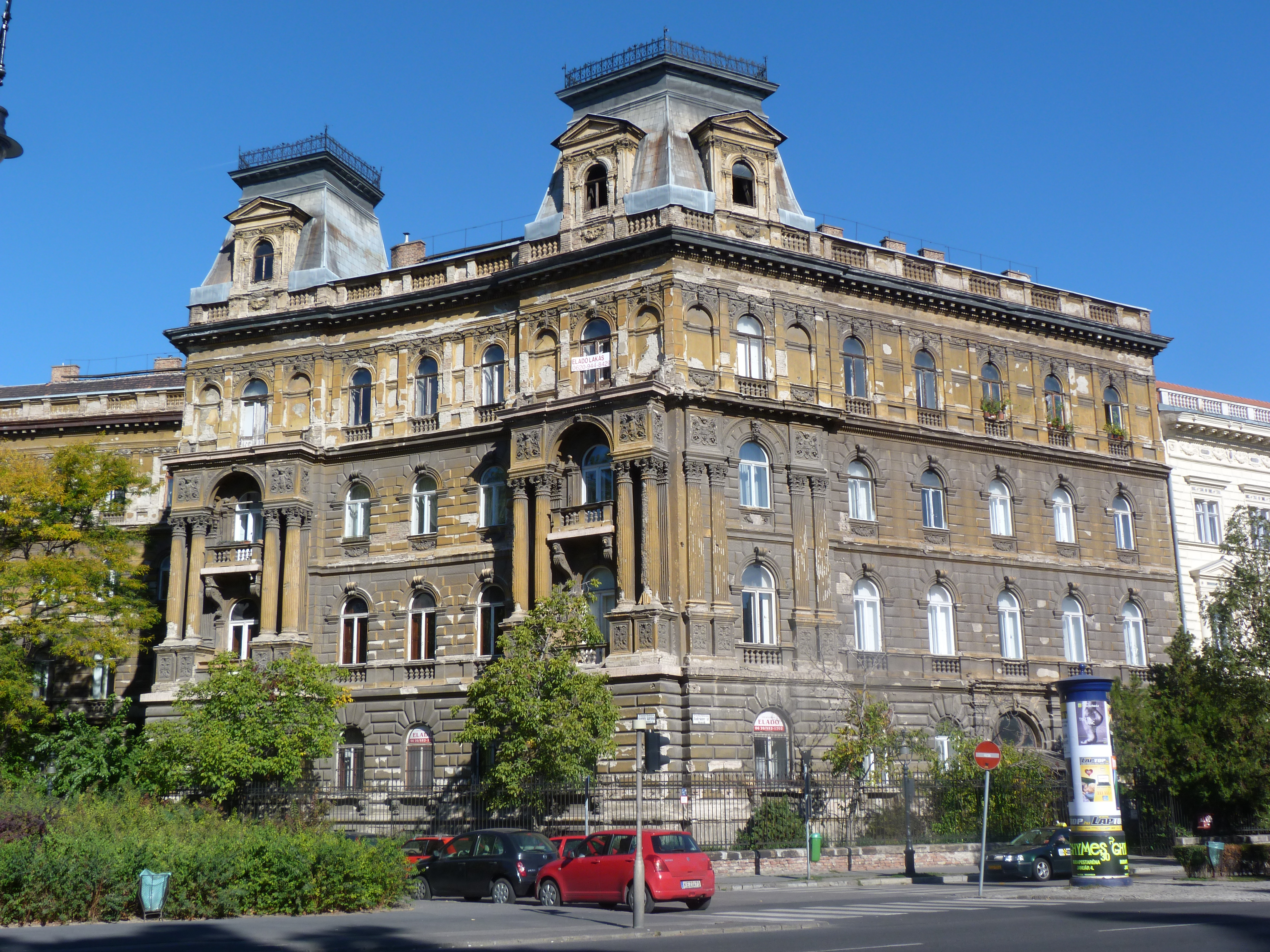
Place Zoltán Kodály.
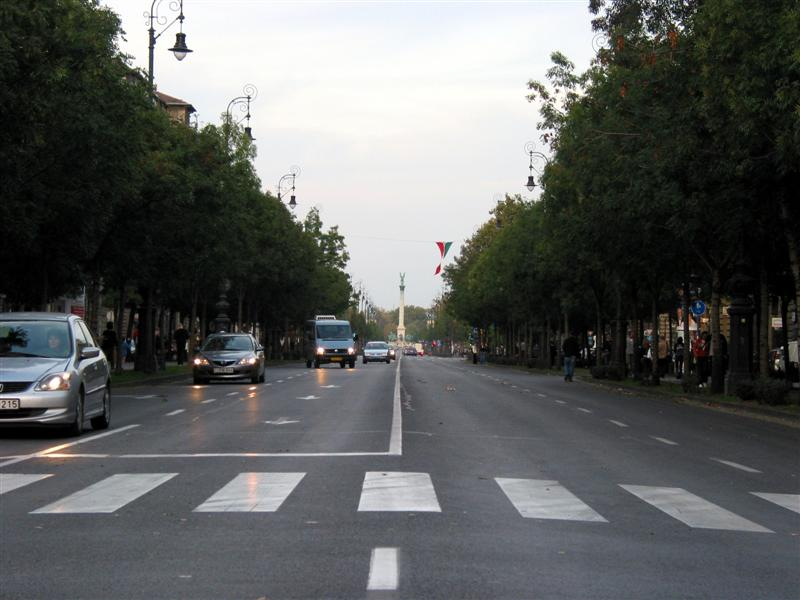
L'avenue Andrássy et la place des Héros à son extrémité.
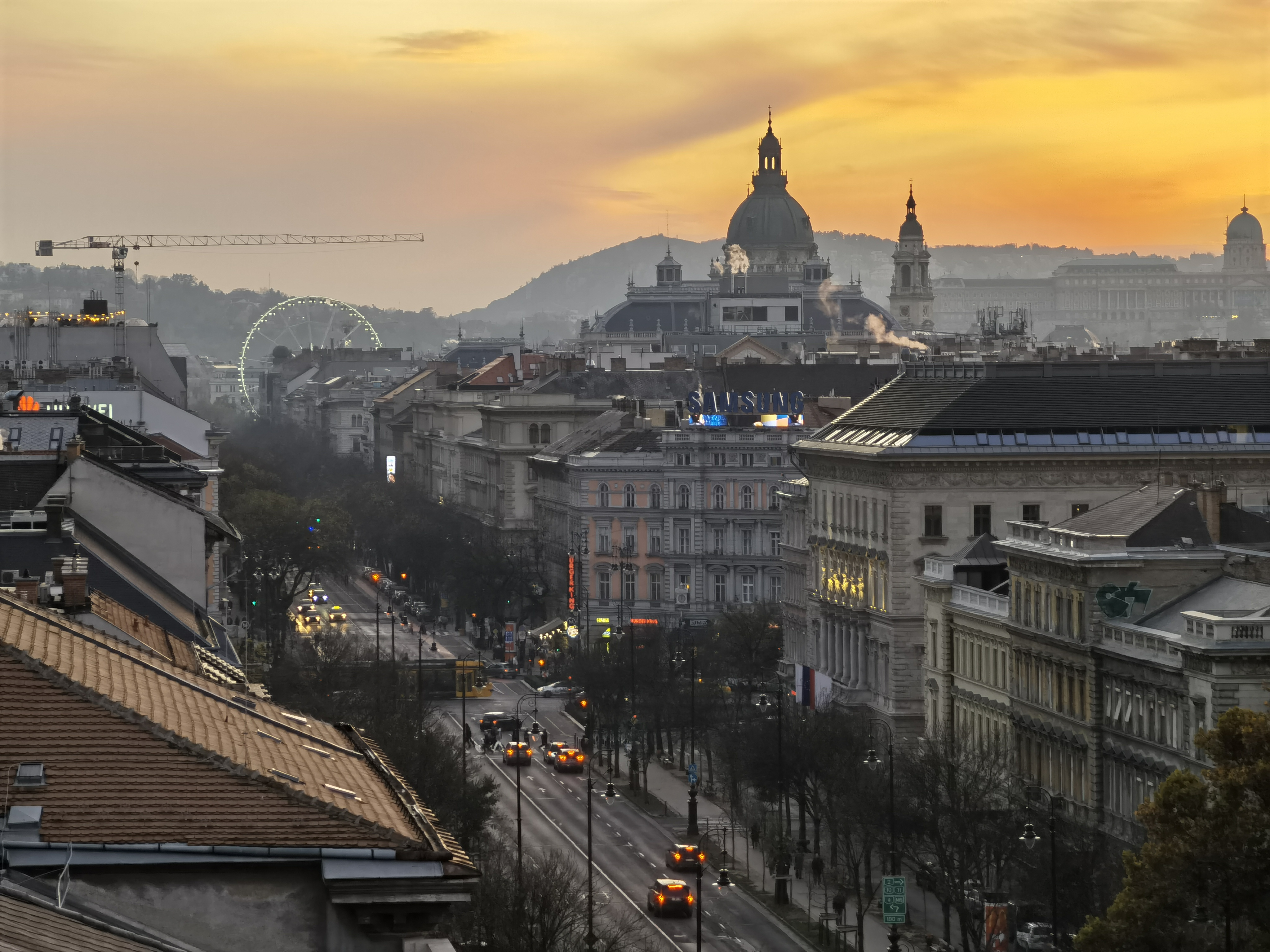